# بوب أينشتاين
بوب أينشتاين (بالإنجليزية: Bob Einstein)‏ هو كاتب سيناريو وممثل أمريكي، ولد في 20 نوفمبر 1942 بلوس أنجلوس في الولايات المتحدة. من الجوائز التي نالها جائزة الإيمي برايم تايم.

## أعمال

### أفلام
- (2007) أوشن 13[4]

### مسلسلات
- سوبر ديف

## جوائز
- جائزة الإيمي برايم تايم

## وصلات خارجية
- بوب أينشتاين على موقع IMDb (الإنجليزية)
- بوب أينشتاين على موقع روتن توميتوز (الإنجليزية)
- بوب أينشتاين على موقع إن إن دي بي (الإنجليزية)
- بوب أينشتاين على موقع قاعدة بيانات الفيلم (الإنجليزية)